# Double pesée
 (octobre 2008).
Si vous disposez d'ouvrages ou d'articles de référence ou si vous connaissez des sites web de qualité traitant du thème abordé ici, merci de compléter l'article en donnant les références utiles à sa vérifiabilité et en les liant à la section « Notes et références ».
La double pesée est une méthode de mesure de masses utilisée si, dans le cas d'une pesée par balance à fléau, les deux bras ne sont pas de longueur identique, la valeur trouvée dépend alors du côté où l'on a mis les masses de référence.
Grâce à cette méthode il devient alors possible de peser exactement à l'aide d'une balance fausse pourvu qu'elle soit sensible, c'est la double pesée de Borda, physicien français du XVIIIe siècle,.

## Méthode simple
On met l'objet à peser sur un plateau, et on équilibre la balance avec une tare quelconque de l'autre côté (par exemple, un récipient avec du sable).
Ensuite, on retire l'objet à peser, et on équilibre à nouveau les plateaux en posant sur le plateau où était l'objet à peser les masses marquées.
La masse de l'objet est celle donnée par les masses marquées.

## Méthode mathématique
La balance permet de comparer 2 masses au travers de fonctions monotones de même variation. À l'équilibre, nous obtenons :
FonctionGauche(MasseGauche) = FonctionDroite(MasseDroite)
Le principe est d'effectuer deux pesées de la masse dont on veut connaître le poids, une fois sur le plateau de gauche, une fois sur le plateau de droite, en notant les valeurs des masses (considérées inexactes) obtenues {\displaystyle M_{1}} et {\displaystyle M_{2}} ; la valeur exacte de la masse {\displaystyle M} recherchée ainsi pesée s'obtient en calculant :
{\displaystyle M\,=\,{\sqrt {M_{1}\times M_{2}}}}
Cette méthode s'appuie sur la démonstration suivante. Lors de chaque mesure, l'équilibre se traduit par l'égalité des couples soit :
{\displaystyle M\cdot g\cdot r_{2}=M_{1}\cdot g\cdot r_{1}}
et
{\displaystyle M\cdot g\cdot r_{1}=M_{2}\cdot g\cdot r_{2}}

où {\displaystyle g} est l'intensité de pesanteur

et {\displaystyle r_{1}} et {\displaystyle r_{2}} sont les longueurs des branches de la balance (mais ces nombres peuvent également être associés aux autres dissymétries entre les plateaux).
Autrement dit :
{\displaystyle M=M_{1}{\frac {r_{1}}{r_{2}}}}
et
{\displaystyle M=M_{2}{\frac {r_{2}}{r_{1}}}}
En multipliant les équations l'une par l'autre on obtient :
{\displaystyle M^{2}=M_{1}\times M_{2}}